# Mariä Geburt (Hasenweiler)

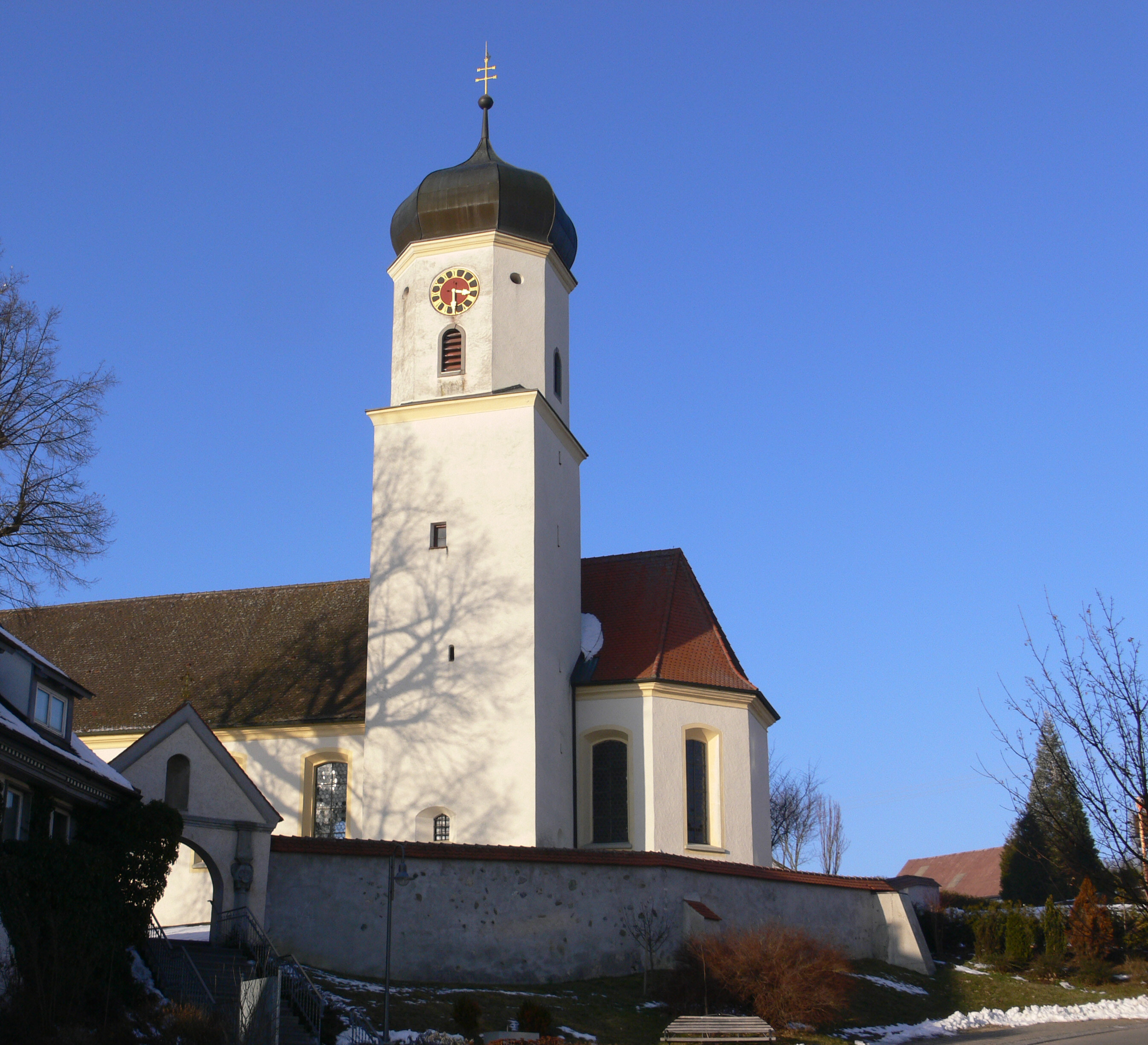
Mariä Geburt in Hasenweiler

Die römisch-katholische Pfarrkirche Mariä Geburt steht in Hasenweiler, einem Gemeindeteil von Horgenzell im Landkreis Ravensburg von Baden-Württemberg. Die Kirchengemeinde gehört zur Seelsorgeeinheit „Zocklerland“ im  Dekanat Allgäu-Oberschwaben der Diözese Rottenburg-Stuttgart. Das Bauwerk ist beim Landesamt für Denkmalpflege Baden-Württemberg als Baudenkmal eingetragen.

## Beschreibung
Die ursprünglich romanische Saalkirche wurde 1758–63 barock umgebaut. An der Südseite des eingezogenen, dreiseitig geschlossenen Chors im Osten des Langhauses steht der Chorflankenturm, der mit einem achteckigen Geschoss, das die Turmuhr und den Glockenstuhl beherbergt, aufgestockt und mit einer Zwiebelhaube bedeckt wurde.
Zur Kirchenausstattung zählt ein Hochaltar, auf dessen Altarretabel von 1724 Maria, der heilige Dominikus und Teresa von Ávila dargestellt sind.
Eine erste Orgel wurde 1747–48 von Joseph Gabler gebaut, sie hatte 10 Register auf einem Manual und Pedal. Das heutige Instrument im historischen dreiteiligen Prospekt auf der Empore wurde 1996 von Hermann Weber neu gebaut, es verfügt über 21 Register auf zwei Manualen und Pedal.
Im Kirchturm hängt ein vierstimmiges Glockengeläut aus zwei historischen und zwei „modernen“ Glocken, die von vier verschiedenen Gießern stammen.
| Glocke | Name         | Giesser                            | Gussjahr  | Gewicht | Schlagton |
| ------ | ------------ | ---------------------------------- | --------- | ------- | --------- |
| 1      | Maria        | Glockengießer Hans Frey, Kempten   | 1589      | 1320 kg | e′        |
| 2      | Herz Jesu    | Glockengießerei Bachert, Heilbronn | 1993      | 820 kg  | g′        |
| 3      | Maria Hilf   | Glockengießerei Kurtz, Stuttgart   | 1952      | 480 kg  | a′        |
| 4      | Sterbeglocke | eine Oberschwäbische Gießhütte     | 1350–1400 | 390 kg  | c″        |

## Nachweise
1. ↑  Wolfgang Manecke, Johannes Mayr, Mark Vogl: Historische Orgeln in Oberschwaben. Der Landkreis Ravensburg. Lindenberg 2006, ISBN 978-3-89870-250-8, S. 63–65
2. ↑  youtube.com: Hasenweiler (Horgenzell), Die Glocken der Pfarrkirche Mariä Geburt

Koordinaten: 47° 50′ 4,4″ N, 9° 27′ 42,9″ O